# Theo Lucius
Pour les articles homonymes, voir Theo.
Theodorus Martinus Maria Lucius est un footballeur néerlandais né le 19 décembre 1976 à Veghel.

## Palmarès
PSV Eindhoven
- Eredivisie
  - Champion (4) : 2001, 2003, 2005, 2006
- Coupe des Pays-Bas
  - Vainqueur (1) : 2005
- Trophée Johan Cruyff
  - Vainqueur (4) : 1998, 2000, 2001, 2003

 Feyenoord Rotterdam
- Coupe des Pays-Bas
  - Vainqueur (1) : 2008

## Sélection
- 3 sélections et 0 but avec l'équipe des Pays-Bas en 2005.